# Copalnic-Deal
Copalnic-Deal – wieś w Rumunii, w okręgu Marmarosz, w gminie Copalnic-Mănăștur. W 2011 roku liczyła 109 mieszkańców.